# Agrochola albimacula
Agrochola albimacula är en fjärilsart som beskrevs av Vladimir S. Kononenko 1978. Agrochola albimacula ingår i släktet Agrochola och familjen nattflyn. Inga underarter finns listade i Catalogue of Life.